# Bão Niki (1996)
Bão Niki, được biết đến ở Philippines với tên Bão Lusing , ở Việt Nam có số hiệu là Cơn bão số 4 năm 1996 là một cơn bão mạnh vào giữa tháng 8 năm 1996, ngay sau cơn bão Marty và đổ bộ Việt Nam.
Hình thành từ một áp thấp nhiệt đới ngoài khơi Thái Bình Dương, bão Niki tràn vào biển Đông trong ngày 20 tháng 8 năm 1996 và đổ bộ Thanh Hóa - Ninh Bình ngày 23 tháng 8. Sau lũ lụt lịch sử do cơn bão Marty gây ra, bão Niki tiếp tục gây thiệt hại nặng nề cho các tỉnh phía Bắc. Niki là xoáy thuận mạnh thứ 3 trong vòng 3 tuần tác động tới các tỉnh miền Bắc Việt Nam sau 10 năm không có bão mạnh.

## Lịch sử khí tượng
Một vùng xoáy thấp hình thành ở phía Đông đảo Caroline vào ngày 13 tháng 8. Vùng xoáy thấp di chuyển đến phía Nam đảo Guam và mạnh lên thành áp thấp nhiệt đới vào ngày 15 và JTWC ban hành cảnh báo Bão Nhiệt đới cho hệ thống vào 06:00 UTC ngày 17. Ngày hôm sau, JTWC chính thức đặt số hiệu 18W cho cơn áp thấp và cùng ngày, Cơ quan Khí tượng Hồng Kông bắt đầu theo dõi hệ thống như là một áp thấp nhiệt đới khi nó cách Manila 970 km về phía Bắc Đông Bắc. Ngày hôm sau, JTWC nâng cấp áp thấp nhiệt đới thành bão nhiệt đới và đặt tên cho nó là Niki. Trong bản báo cáo cuối năm, JTWC chỉ ra rằng nó đã mạnh thành bão lúc 06:00 (UTC) ngày 18. Bão Niki vượt qua phía Bắc đảo Luzon (Philippines) và đi vào biển Đông trong ngày 20 tháng 8, sau đó Trung tâm Dự báo Khí tượng Thủy văn Việt Nam đặt số hiệu là Cơn bão số 4.
Lúc 06:00 UTC ngày 20, JTWC nâng cấp cơn bão lên cấp 1 (theo thang Saffir-Simpson). Nó đạt cực đại vào ngày 21 tháng 8 với sức gió 95kts (175 km/h) trước khi đánh vào Hải Nam. Vượt qua đảo Hải Nam, tiến vào Vịnh Bắc Bộ, nó hình thành con mắt và bắt đầu di chuyển chậm lại. Ngày 23 tháng 8 bão đổ bộ Thanh Hóa - Ninh Bình và JTWC ban hành cảnh báo cuối cùng về nó.

## Ảnh hưởng
Tại Hồng Kông, "Tín hiệu cảnh báo mức 1" được ban hành ngày 20 tháng 8 và được gỡ bỏ vào ngày hôm sau. Đài quan sát của khu vực này cho biết áp suất mực biển thấp nhất được ghi nhận tại khu vực này là 1007,7hPa. Đánh vào đảo Hải Nam, bão số 4 làm chết 7 người.
Đổ bộ Ninh Bình, Thanh Hóa ngày 23 tháng 8, bão gây ra gió mạnh và mưa lượng 50-100mm cho các tỉnh phía Bắc. Báo cáo tổng cộng có 61 người chết và thiệt hại 66 triệu USD. Niki là xoáy thuận mạnh thứ 3 trong vòng 3 tuần tác động tới các tỉnh miền Bắc Việt Nam sau 10 năm không có bão mạnh, trong đó xoáy thứ nhất là bão Frankie và xoáy thứ hai là bão Marty.

## Chú ý
1. ↑  Trước năm 2000, tên bão được đặt bởi Trung tâm Cảnh báo Bão Liên hợp JTWC
2. ↑  Lusing là tên địa phương được đưa ra bởi Cục quản lý Thiên văn, Địa vật lý và Khí quyển Philippines.
3. ↑  Là số hiệu của một cơn bão khi vào vùng theo dõi của Trung tâm dự báo Khí tượng thủy văn Việt Nam